# Уксунай
Уксунай — река в Алтайском крае. Правый приток Чумыша. Длина реки — 165 км. Площадь водосборного бассейна — 2600 км².
Берёт начало на юго-западном склоне Салаирского кряжа. В верхнем течении река имеет узкое русло и является типично горной. В нижнем течении — широкая, спокойная.
Притоки — Каменушка (43 км), Тогул (110 км).

## Данные водного реестра
По данным государственного водного реестра России относится к Верхнеобскому бассейновому округу, водохозяйственный участок реки — Чумыш, речной подбассейн реки — Обь от впадения Чулыма без Томи. Речной бассейн реки — (Верхняя) Обь до впадения Иртыша.